# Museu Nacional de Arte Africana
O Museu Nacional de Arte Africana (em inglêsː National Museum of African Art) é um museu norte-americano de obras africanas, fundado em 1964. Está localizado em Washington D.C., e faz parte da Instituição Smithsonian.

## História
O museu é fundado em 1964, pelo Warren Murray Robbins, com o nome Museu de Arte Africana e estabelecido na antiga casa do abolicionista Frederick Douglas, na região nordeste de Washington D.C.
No ano de 1970, o filantropo David Lloyd Kreeger financia uma grande expansão do museu, tendo Robert Nash como arquiteto. O museu passou a ocupar mais oito casas adjacentes e a possuir um acervo com mais de 5.000 peças.
No ano de 1979, passa a fazer parte da Instituição Smithsonian, com Robbins sendo o diretor até o ano de 1983. E é renomeada para Museu Nacional de Arte Africana em 1981. Em 1987, o museu é transferido para o National Mall, e reaberto ao público no dia 28 de setembro.
Em 11 de outubro de 2022, o museu, juntamente com a Galeria Nacional de Arte e o Museu da Escola de Design de Rhode Island, fizeram a repatriação de obras que foram saqueadas pelas tropas britânicas durante o ataque ao palácio real de Benim em 1897. As obras foram entregues a Comissão Nacional de Museus e Monumentos da Nigéria.

## Estrutura
O edifício do museu foi projetado por Jean-Paul Carlhian e ocupa uma área de 2,045 metros quadrados. O museu possui uma biblioteca, um arquivo fotográfico, uma sala de palestras e salas de conferências.

## Acervo
O museu possui cerca de 12.000 objetos de arte africana e mais de 300.000 imagens fotográficas, que vão do tradicional ao contemporâneo. No acervo estão máscaras; figurinos e joias; móveis e objetos domésticos; esculturas modernas; pinturas; estampas e cerâmicas. Possui cerca de 1.500 têxteis adquiridos juntamente com o Museu Nacional de História Natural; uma coleção com fotografias, slides e filmes do fotógrafo Eliot Elisofon; e coleção de esculturas de Benim e do Congo e cerâmicas da África Central.
Na exposição "Mosaico africano: seleções da coleção permanente", apresenta diversas peças, com destaque para a escultura do líder haitiano Toussaint Louverture, feita pelo artista senegalês Ousmane Sow.; na coleção "Walt Disney-Tishman", possui raras obras tradicionais da África Subsaariana; na exposição "Correntes: Água na Arte Africana", tem o elemento água como tema principal em suas obras; na exposição "Heróis: Princípios da grandeza africana", tem como o tema principal os heróis africanos e a história dos principais princípios heroicos na África. Estão representados Nelson Mandela, Kwame Nkrumah, Desmond Tutu, a Rainha de Sabá, a escritora Chimamanda Ngozi Adichie e a ativista LGBTQ e cineasta Beverly Palesa Ditsie; e na exposição "Iké Udé: Retratos de Nollywood", com obras do artista nigeriano-americano Iké Udé, em especial a fotografia premiada do ator de Nollywood Enyinna Nwigwe.

## Turismo
O museu está aberto ao público todos os dias da semana, com entrada gratuita. Possui visitas guiadas e acessibilidade para pessoas com deficiência de locomoção.